# Albert Moortgat
Albert Moortgat (Breendonk, 2 augustus 1890 - Beveren, 14 september 1983) was een Belgisch bierbrouwer en politicus.

## Levensloop
Hij werd geboren als zoon van Jan Leonardus Moortgat (1841-1920) en Maria Hendrica De Block (1846-1910). Vader Leonard was in 1871 de stichter van Brouwerij Moortgat en was er schepen van de gemeente van 1876 tot 1915. 
Deze liet eerst de leiding van de brouwerij over aan zijn zoon Joseph (1875-1914), maar na diens vroege overlijden liet hij het bestuur over aan Albert. De eerste Duvel werd gebrouwen in 1917, maar pas in 1923 kwam het bier onder die naam op de markt. De kennis tot het maken van dit bier ging Albert Moorgat halen in Schotland en noemde het aanvankelijk "Victory Ale".
In 1921 werd Moortgat burgemeester van Breendonk. Hij volgde er graaf Robert Maurice Jean de Buisseret) (1863-1931) op. Moortgat bleef burgemeester tot hij in september 1944, tijdens de geallieerde bevrijding van België, gearresteerd werd en beschuldigd van collaboratie met de Duitse bezetter. De krijgsraad in Mechelen veroordeelde hem in maart 1946 tot vier jaar, maar hij werd eind augustus 1947 vrijgelaten.
In 1917 huwde Albert Moortgat met Virginie Plaskie (1891-1977), een dochter van een brouwer uit Ramsdonk. Uit dit huwelijk werden 12 kinderen geboren. Onder andere Bert (1931-2011) en Marcel (1927-1986), die de brouwerij - samen met hun neven Léon (1918-1992) en Emile (1917-1993) - later verder gingen zetten. Deze laatsten waren de zonen van Victor Moortgat (1882-1974), de andere broer van Albert.